# Prothom Alo
The Daily Prothom Alo (bengali : প্রথম আলো) est un grand quotidien du Bangladesh, publié à partir de Dacca en langue bengali. D'après le tirage, Prothom Alo est le deuxième plus grand journal du Bangladesh. Selon le National Media Survey 2014, réalisé par MRB Bangladesh, plus de 5 millions de personnes lisent l'édition imprimée de Prothom Alo chaque jour. Le portail en ligne de Prothom Alo est le site web bangladais et bengali le plus visité au monde. Il a commencé à publier le 4 novembre 1998.

## Histoire
Prothom Alo a été fondée le 4 novembre 1998. Son est passé d'un tirage initial de 42 000 exemplaires à un tirage d'un demi-million d'exemplaires,. Le journal s'est distingué par ses enquêtes sur les attaques à l'acide et la violence à l'égard des femmes et par ses pressions en faveur de lois plus sévères contre la vente de l'acide,,. Depuis les imprimeries de Dacca, Chittagong et Bogra, environ cinq millions exemplaires (en mars 2014) sont diffusés chaque jour. Selon le National Media Survey 2012, 5,1 millions de personnes lisent chaque jour l'édition imprimée de Prothom Alo. Le lectorat revendiqué de l'édition imprimée de ce journal est de 9,6 millions de lecteurs. Selon une étude sur le capital marque menée par Quantum Consumer Solutions Limited, Prothom Alo est considérée comme la marque de journaux la plus influente au Bangladesh.

## Plates-formes numériques
Le portail en ligne de Prothom Aloest le premier site web bangladais au monde. Ce portail est consulté par 1,6 million de visiteurs de deux cents pays et territoires différents à travers le monde avec 60 millions de pages vues par mois. Le site e-paper de Prothom Alo est également le numéro 1 des sites web e-paper du Bangladesh,. Depuis 160 pays,465 000 visiteurs accèdent à ce site web avec plus de 26 millions de pages vues par mois. En moyenne, chacun des visiteurs reste vingt minutes sur ce site Web. Basé sur les fans de Facebook, Prothom Alo est l'une des plus grandes sociétés du Bangladesh. Jusqu'en novembre 2019, 14,5 millions de personnes suivent ce journal sur Facebook. C'est la plus grande page de fans de FB pour une organisation au Bangladesh. Le blog de Prothom Alo (www.prothom-aloblog.com) offre une plateforme bien modérée où des milliers de blogueurs partagent leurs réflexions constructives sur diverses questions contemporaines. De plus, plus de un million des applications Prothom Alo pour diverses plateformes numériques et mobiles ont été téléchargées en novembre 2019. Au total, douze millions de personnes du Bangladesh et de deux cents autres pays et territoires lisent les versions imprimées et numériques de Prothom Alo en un mois.

## Rédacteurs en chef
Matiur Rahman est le rédacteur en chef du journal. Il a reçu le prix Ramon-Magsaysay en 2005 dans la catégorie Journalisme, littérature et arts de la communication créative.

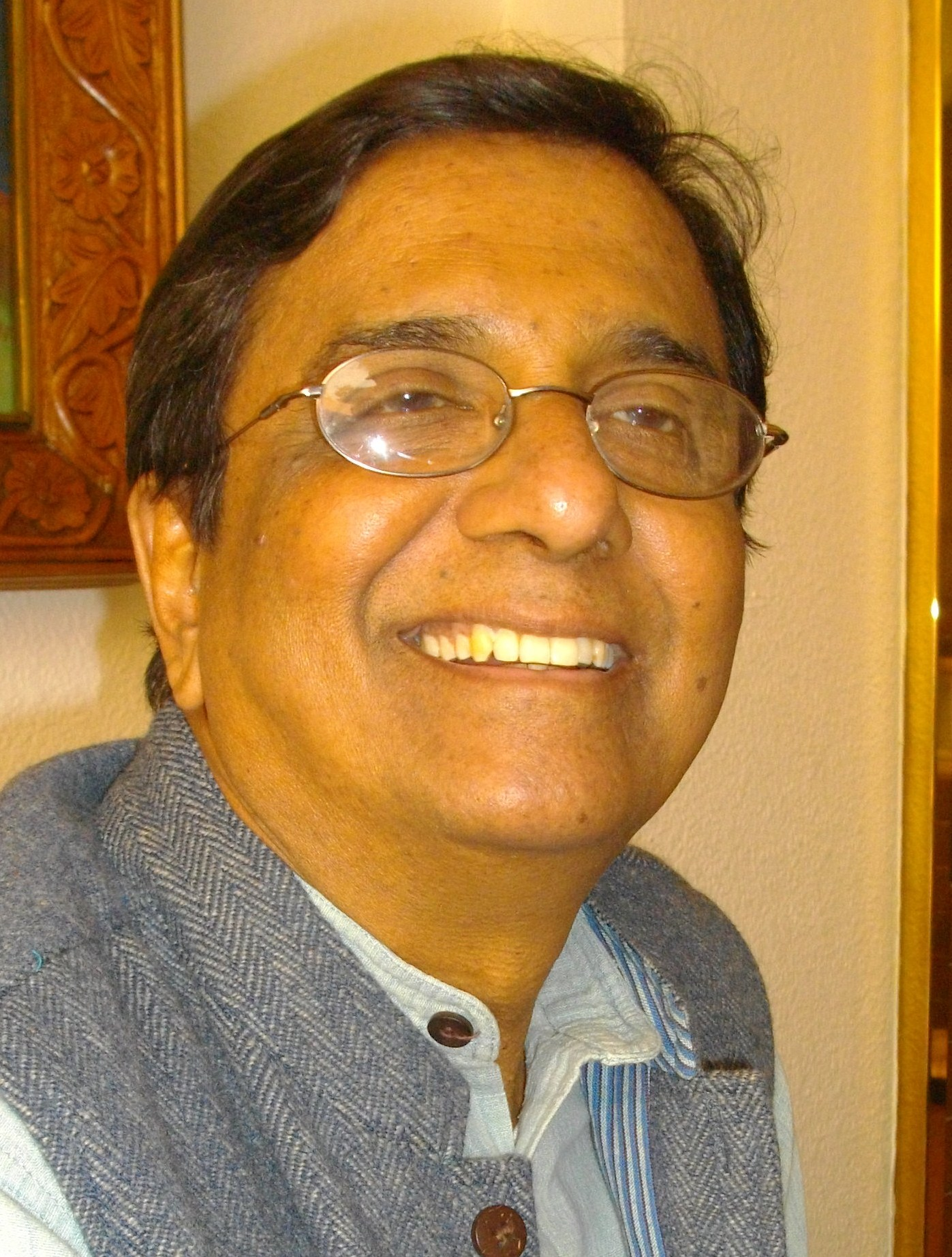
Matiur Rahman, rédacteur en chef de Prothom Alo.

## Olympiade de mathématiques
Prothom Alo a contribué à populariser les mathématiques au Bangladesh. Il a organisé l'Olympiade des mathématiques pour la première fois au Bangladesh en 2003. Il est l'un des principaux sponsors et le principal organisateur des Olympiades de mathématiques du Bangladesh.

## Reconnaissance
Prothom Alo a mené une campagne contre la violence avec de l'acide, la drogue, le VIH/SIDA et le terrorisme religieux. Pour sa contribution à ce combat, la Ramon Magsaysay Award Foundation, basée aux Philippines, a décrit le rédacteur en chef Matiur Rahman comme « la force motrice des changements positifs dans la société et la culture » et lui a décerné en 2005 un Magsaysay Award, qui est considéré comme le « prix Nobel d'Asie ». Rahman a donné l'argent du prix en proportion égale aux trois fonds que le Prothom Alo Trust a mis en place pour aider et soutenir les femmes brûlées à l'acide, la campagne anti-drogue et les journalistes persécutés,.

## Projets frères
Prothom Alo, qui appartient à Mediastar Ltd, a les projets frères suivants,,, :
- ABC Radio FM 89.2:L'exploitation commerciale de la radio ABC FM 89.2 a débuté le 7 janvier 2009. C'est l'une des stations de radio FM les plus populaires de la ville de Dacca. Outre Dacca, elle est également diffusée à partir des stations Chittagong et Cox's Bazar[20].
- Prothoma Prokashon : Prothoma Prokashon est une maison d'édition qui a commencé son voyage en 2008. Elle a été très appréciée par différents milieux pour la qualité de ses publications. Elle a reçu des prix de l'académie Bangla en 2011, 2012 et 2013[21].
- Prothoma Boier Dunia: Prothoma Boier Dunia ou Prothoma World of Books est un point de vente de livres avec cinq magasins à Dacca, Chittagong et Râjshâhi[21].
- Protichinta: Protichinta est une revue trimestrielle sur des questions sociales, économiques et politiques[22].
- Kishor Alo : Kishor Alo, un magazine mensuel pour les jeunes, a commencé son voyage à partir d'octobre 2013. Histoires, romans, poèmes, quiz, magie, aventures, voyages, sciences, dessins et bien d'autres sujets intéressants sont publiés dans ce magazine mensuel coloré[21].
- Chakri.com (ancien Prothom Alo Jobs): Chakri.com offre régulièrement des circulaires et des solutions de recrutement, des services de formation en entreprise et des conseils en orientation professionnelle[23].

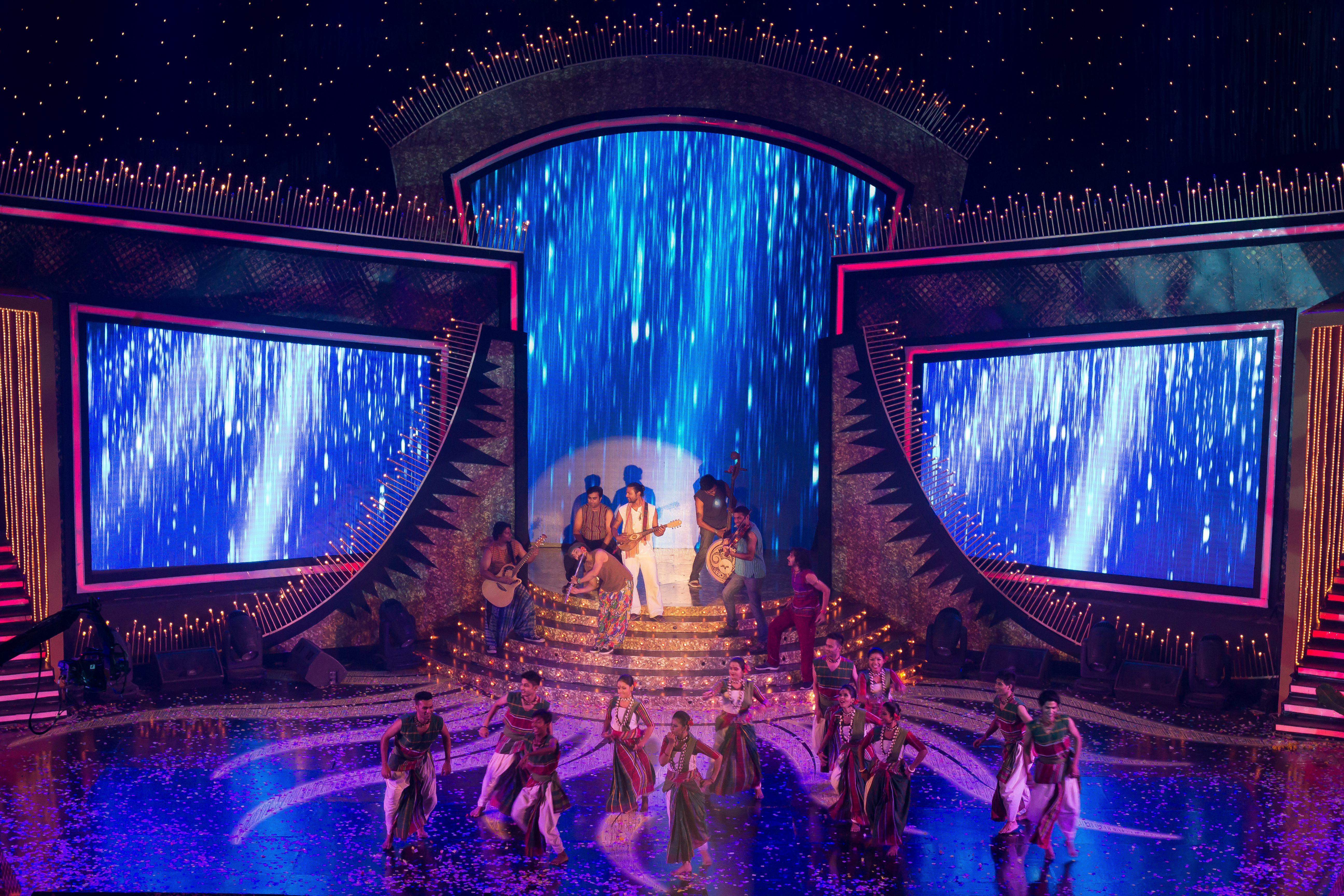
Cérémonie de remise du prix Meril-Prothom Alo au Bangabndhu International Conference Centre (BICC).

## Critique
Prothom Alo est souvent critiqué pour son attitude libérale. Une caricature d'Arifur Rahman a été publiée dans Alpin (un supplément du journal) au sujet d'une blague en partie liée à la religion, et a provoqué des protestations contre le journal. Par la suite, le gouvernement a ordonné l'interdiction du supplément. Le rédacteur en chef du Prothom Alo a reconnu la gaffe. Dans une déclaration publiée par Prothom Alo, le rédacteur en chef d'Alpin, Matiur Rahman, s'est excusé, exprimant son regret d'avoir publié la caricature. Le caricaturiste a été emprisonné pendant six mois et deux jours, il a été arrêté le 18 septembre 2007 et relâché le 20 mars 2008,,.
En 2012, un tribunal de la Haute Cour a rendu une injonction concernant la publication du roman politique de Humayun Ahmed Deyal dans l'hebdomadaire Shahitto Samwiki du quotidien Prothom Alo, qui sort le vendredi. La Cour de justice a également demandé au gouvernement et à l'écrivain d'expliquer pourquoi ils ne devraient pas être contraints de corriger une partie de la fiction pour avoir présenté une version déformée de l'assassinat du président fondateur du pays, Sheikh Mujibur Rahman, et de son fils mineur Sheikh Russel. La partie controversée de la fiction a été publiée par le quotidien Bangla Prothom Alo dans son numéro du 11 mai. Les chapitres dépeignaient Khondaker Mostaq Ahmad d'une manière qui faisait qu'il n'était pas au courant de ces meurtres auparavant.